# Dubočka
Dubočka (cyr. Дубочка) – wieś w Serbii, w okręgu braniczewskim, w gminie Petrovac na Mlavi. W 2011 roku liczyła 482 mieszkańców.